# Уваровское (Калужская область)
Уваровское — деревня в Боровском района Калужской области. Входит в состав сельского поселения Село Совхоз «Боровский».

## География
Деревня расположена на северо-востоке области, примерно в 4 км к юго-западу от Боровска и в 10 км к северо-западу от Обнинска. Через деревню проходит автодорога Боровск — Малоярославец.

## История
Первые владельцы — Уваровы. В XVII веке принадлежало А. Л. Нарышкиной, при ней была восстановлена деревянная церковь, разрушенная в Смутное время. К 1701 году перешло во владение стольника М. Ф. Философова, на следующий год завершено строительство каменной Введенской церкви. В XVIII веке усадьба в селе перешла к Постниковым.
В 1930 году церковь в селе закрыли. После войны она была частично разобрана на кирпич колхозом им. Калинина. 

## Население
| 2002 | 2010 |
| ---- | ---- |
| 97   | ↗105 |